# Corpus Barga
Andrés García de Barga y Gómez de la Serna, mit Pseudonym Corpus Barga (* 9. Juni 1887 in Madrid; † 8. August 1975 in Lima, Peru), war ein spanischer Dichter, Erzähler, Essayist und Journalist.

## Leben
Barga wurde 1887 in Madrid in einer bürgerlichen Familie geboren und studierte zunächst Montanwissenschaften, gab das Fach jedoch auf und widmete sich ab 1906 dem Journalismus (periodismo). Im Alter von 17 Jahren veröffentlichte er seinen ersten Gedichtband Cantares (1904). Er veröffentlichte seine Werke in der republikanischen Presse: in El País, El Radical und anderen und war ein häufiger Teilnehmer des literarischen Zirkels im Café de Levante. 
Zwischen 1914 und 1948 lebte er als Korrespondent in Paris, von wo aus er ab 1920 viele Reisen unternahm, vor allem nach Italien. Er pflegte regen Austausch mit anderen Schriftstellern wie Pío Baroja oder Ramón María del Valle-Inclán und arbeitete für viele verschiedene Zeitschriften wie El Sol, Revista de Occidente und La Nación aus Buenos Aires. 1930 entsandte ihn La Nación nach Berlin und im Mai reiste er mit dem Zeppelin LZ 127 auf der Strecke Berlin-Sevilla-Pernambuco-Baltimore und verfasste Berichte über die Reise.
Er war ein aktiver Republikaner während des Spanischen Bürgerkriegs und unterstützte den Kauf von französischen Flugzeugen für das Heer, woraufhin er 1939 gezwungen wurde ins Exil zu gehen – zusammen mit dem Schriftsteller Antonio Machado, den er nach Collioure begleitete, wo dieser 1939 starb. 
1948 ließ er sich in Lima (Peru) nieder und leitete die Journalistenschule (Escuela de Periodismo) der Universidad de San Marcos. Er arbeitete mit unterschiedlichen Exilanten-Zeitschriften zusammen. Seine Memoiren unter dem Titel Los pasos contados veröffentlichte er als vierbändiges Werk. Er wurde 1974 für einen seiner Bände von Los galgos verdugos (1973) mit dem Premio de la Crítica ausgezeichnet. Er starb 1975 in Lima.

## Werke
- Cantares (Lieder), Gedichte (1904).
- Clara babel, Erzählungen (1906).
- La vida rota (Das gebrochene Leben), zweibändiger Roman (1908 & 1910), überarbeitet neu veröffentlicht 1973 als Los galgos verdugos (Galgen-Windhunde).
- Pasión y muerte. Apocalipsis (Leiden und Tod. Apokalypse; 1930)
- La baraja de los desatinos (Die Hütte der Torheiten; 1968)

### Ausgaben
- Fuegos fugitivos. Antología de artículos de Corpus Barga (1949-1964), comp. M.Velázquez, Universidad Nacional Mayor de San Marcos, Lima, 2003.
- Los pasos contados (Gezählte Schritte), Memoiren 1963–1973; darin: Mi familia. El mundo de mi infancia (1963), Puerilidades burguesas (1965), Las delicias (1967) Los galgos verdugos (1973)
- Contando sus pasos. Primer viaje a América (La vida rota, segunda parte) y otros textos inéditos de su juventud, introd. Isabel del Alamo Triana, Pre-Textos, Valencia, 1997.
- Paseos por Madrid, Alianza Editorial, Madrid, 2002
- Periodismo y literatura, selección y prólogo de A.Ramoneda, Fundación Banco Santander, col. Obra Fundamental, Madrid, 2009